# Tutursel
Tutursel (andere Schreibweisen Tutosel, Tut-Ursel oder Tut-Osel) ist der Name einer Sagenfigur der Deutschen Mythologie. Es ist zudem die metaphorische Bezeichnung der Eule.

## Hintergrund
Unter diesem Namen soll die Ursel, ursprünglich eine heidnische Göttin, in Eulengestalt herumfliegen. Alte Flurbezeichnungen wie Orechel oder Uarschel weisen auf diese Ursel oder Ursula hin. der Orechel oder Uarschel war früher ein rund 40 Morgen umfassendes Waldstück. Hier wurde ein örtlicher Zusammenhang mit einem heiligen Hain vermutet, der der Göttin Nerthus oder einer von ihr abgeleiteten Fruchtbarkeitsgöttin geweiht war. Mit der Christianisierung wurde aus dieser die Ursula, die mit der  „Wilde Jagd“, einem wütenden Geisterheer in Eulengestalt als verwandelte Nonne Ursel umherzieht und als Tutursel (Tut-Orsel) bezeichnet wird. Der Germanist Oskar Schade schreibt dazu in seiner Abhandlung über die Sage von der heiligen Ursula und den 11000 Jungfrauen, dass die heilige Ursula nichts anderes sei, als eine „katholisirte heidnische Göttin, welche auf die […] Göttinnen der Fruchtbarkeit zurückführt.“ Nahe diesem ehemaligen Wald liegt auch der Urschelberg.
Beim lautmalerischen Namen Tutursel ist es – wie bei vielen anderen Sagengestalten – naheliegend, dass zur Erklärung desselben nachträglich eine volkstümliche, aber wenig plausible Namensgebungs-Legende erfunden und tradiert wurde.

## Die Sage von der Nonne Ursel
In einem Kloster in Thüringen lebte eine Nonne, die Ursel hieß. Sie war keine gute Sängerin und störte mit ihren heulenden Misstönen den Chor. Das trug ihr den Namen Tut-Ursel ein. Nachdem sie nun gestorben war, soll sie ihren Kopf durch ein Loch im Kirchturm gesteckt und von elf Uhr am Abend bis um vier Uhr am Morgen täglich mit scheurigem Heulen in den Gesang der Schwestern eingestimmt haben. Am Morgen des dritten Tages hielten die Nonnen es nicht mehr aus und stürmten angsterfüllt aus der Kirche, weil sie vermuteten, dass dieser Gesang von der toten Ursel stamme. Laut riefen sie „Tut-Ursel, Tut-Ursel!“ und trauten sich nicht mehr die Kirche zu betreten. So wurde ein berühmter Teufelsbanner aus einem Kloster der Kapuziner von der Donau gerufen, der die Tut-Ursel mit einem Bann belegte und sie in Gestalt einer Ohreule in das Harzland in die Domburg im Hakel versetzte. Hier soll sie nun dem Hanns von Hackelberg begegnet sein, mit dem sie seither auf die Luftjagd geht.

## Sagenversionen
- Ludwig Bechstein: Der Hackelnberg und die Tut-Osel[6] (Sage spielt hier im Harz, Harzvorland, Burg Harzburg, Selketal, Bodetal, Stadt Quedlinburg, Burg Dummburg, Schlösschen Meisenberg im Selketal usw.)